# 大扁雀麦
大扁雀麦（学名：Bromus catharticus），又名扁穗雀麦，为禾本科雀麦属下的一个种。
名稱：大扁雀麥  Rescue Grass
原產地：原產南美洲，約1960年代引進臺灣做為牧草，後馴化於臺灣高山。現中部中、高海拔山區常見。
分佈：中部中、高海拔山區常見。
用途：
1.綠化及牧草用。
2.梨山、武陵地區成為果園內外之主要植物(雜草)。
3.潁果為鳥類及野生動物的食物。

## 扩展阅读
- 維基物種上的相關：大扁雀麦